# Paul Armin Due
|  | Ikke at forveksle med faderen, arkitekt Paul Due. |
Paul Franz Wilhelm Armin Due (født 1870 i Oslo, død 1926 samme sted) var en norsk arkitekt. Han var søn av arkitekten Paul Due og blev uddannet ved Hannovers Polytechnikum i 1896.
De to første år efter at han var blevet udlært arbejdede han i Tyskland, men fra 1898 arbejdede han i sin fars firma og tegnede en række stationsbygninger, blandt andet til Gjøvikbanen, Flekkefjordbanen, Hell-Sunnanbanen og Bergensbanen.
Da far og søn arbejdede med de samme projekter, har det i enkelte tilfælde senere været usikkert, hvem der skulle have hovedæren for bestemte jernbanebygninger. Men de allerfleste stationer fra tiden lige efter 1900 og frem til 1910 var det Paul Armin, der stod for. Mens faderen var mere præget af historicismen, tegnede Paul Armin i en mere jugend-præget stil, der var det nye og moderne stiludtryk.
Fra 1911 havde Paul Armin Due sit eget arkitektfirma i Oslo og tegnede indtil 1916 en del villaer i Oslo, blandt dem:
- Heggeliveien 55 (1911)
- Knausen, Jarlsborgveien 11 (1911)
- Sætra vei 12b (1911)
- Vækerøveien 31 (1915)
- Konventveien 8 (1916)
- Smestadveien 6 (1916)

De sidste år af sit arbejdsliv tilbragte hos stadsarkitekten i Oslo.